# Sauro Fattori
Sauro Fattori (Firenze, 21 dicembre 1961) è un allenatore di calcio ed ex calciatore italiano, di ruolo attaccante, dirigente della Fiorentina femminile.

## Carriera

### Giocatore
Ha cominciato a tirare i primi calci al pallone nel N.A.G.C della U.S. Sales, dove ha giocato i campionati Esordienti e Giovanissimi della F.I.G.C. È cresciuto calcisticamente nella Cattolica Virtus, società dalla quale è passato alla Fiorentina. Ha esordito in Serie A con la maglia viola il 19 ottobre 1980, in Fiorentina-Inter (0-0). Nell'annata 1980-1981, non ancora ventenne, ha disputato 21 incontri realizzando 3 reti, fra cui una doppietta nella trasferta di Catanzaro.
In seguito ha trascorso la maggior parte della carriera tra Serie B e C, cambiando squadra in pratica tutte le stagioni ma non riuscendo mai ad andare a rete con continuità (mai oltre le 6 reti in una stagione). Ha militato in Serie A, oltre che con la Fiorentina, anche con Avellino e Atalanta; in Serie B ha giocato con le maglie di Verona, Palermo, Sambenedettese e in Serie C1 con la SPAL. Chiude la carriera con Massese, Rondinella e Colligiana.
Ha totalizzato complessivamente 39 partite e 3 reti in Serie A, 108 presenze e 16 reti in Serie B.

### Allenatore

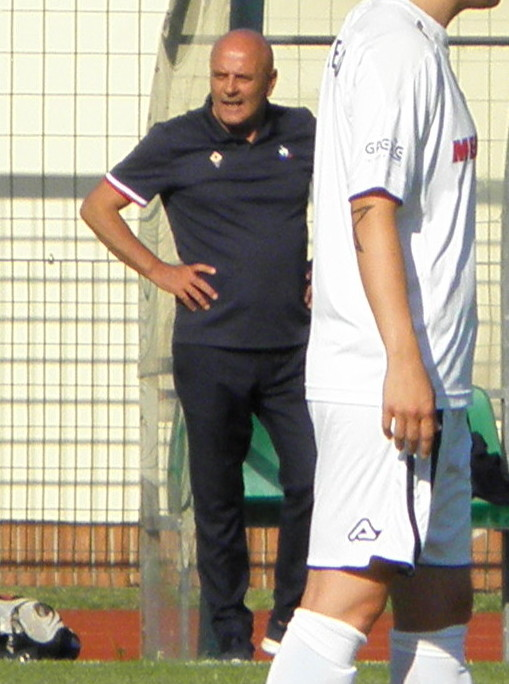
Fattori alla sua ultima partita come allenatore della Women's (giugno 2018).

La carriera di allenatore lo ha visto impegnato tra i dilettanti. Dalla stagione 2003-2004 fino al campionato 2005-2006 nel Campionato Regionale di Eccellenza Toscana alla guida della Colligiana (dove aveva militato anche come calciatore all'inizio degli anni 1990 nel Campionato Interregionale), e dal 2006-2007 alla guida del San Piero a Sieve, ancora in Eccellenza toscana, contestualmente all'attività di agente assicurativo a Sesto Fiorentino Dopo la riconferma a San Piero a Sieve, nella stagione 2008-2009, a tre giornate dalla fine del campionato subentra alla guida del Castelfiorentino ottenendo la salvezza.
Nel 2012 diventa l'allenatore del Firenze approdando alla Serie A del campionato italiano femminile di calcio.
Nell'estate 2015, a seguito della fondazione della Fiorentina come sezione femminile affiliata all'omonimo club maschile e da accordi con il Firenze, a Fattori viene affidata la direzione tecnica della nuova squadra. Dopo aver guidato la Fiorentina durante il campionato 2015-2016 sempre ai vertici della classifica, terminato al terzo posto, la stagione successiva festeggia con le sue giocatrici il primo posto in Serie A, con la conquista del primo Scudetto femminile per la società, e della Coppa Italia, battendo in finale le avversarie del Brescia.
Nel 2017 ha vinto la Panchina d'oro come migliore allenatore del calcio femminile italiano.

## Palmarès

### Giocatore

#### Competizioni giovanili
- Campionato Primavera: 1

Fiorentina: 1979-1980
- Coppa Italia Primavera: 1

Fiorentina: 1979-1980
- Torneo di Viareggio: 2

Fiorentina: 1979, 1982

#### Competizioni nazionali
- Campionato italiano di Serie B: 2

Verona: 1981-1982
Atalanta: 1983-1984

### Allenatore

#### Club
- Campionato italiano: 1

Fiorentina: 2016-2017
- Coppa Italia: 2

Fiorentina: 2016-2017, 2017-2018

#### Individuale
- Panchina d'oro: 1

2016-2017